# هربرت إتش د. بيرس
هربرت إتش د. بيرس (بالإنجليزية: Herbert H. D. Peirce)‏ هو دبلوماسي أمريكي، ولد في 11 مايو 1849 في كامبريدج في الولايات المتحدة، وتوفي في 5 ديسمبر 1914 في بورتلاند في الولايات المتحدة.